# Ifach-szikla Natúrpark
Az Ifach-szikla Natúrpark Spanyolország egyik természetvédelmi területe. Névadója a mészkőből álló Ifach-szikla, amely a Földközi-tenger partján emelkedik meredeken több mint 300 méteres magasságba.

## Leírás
A natúrpark Spanyolország keleti részén, a Valencia autonóm közösséghez tartozó Alicante tartományban fekszik, Calpe városának határában, a településtől délkeletre a tengerbe nyúló félszigeten.
A sziklán és környékén a történelem során több település is kialakult. A nyugati oldalon egy ibér település létezésére van bizonyíték, de a középkorban is éltek a sziklánál emberek. Végül lakói átköltöztek az alacsonyabb részekre, ahol új védelmi rendszert építettek ki maguknak. 1987-ig a területnek több különböző birtokosa volt, ekkor végül átkerült Valencia autonóm közösség kormányzatához, amely natúrparkká nyilvánította.
Ma kedvelt célpontja az egyszerű kirándulóknak, a sziklamászóknak és a búvároknak egyaránt, de nem látogatható teljesen szabadon, csak előzetes időpontegyeztetéssel. A látogatóközpontból kiindulva nagyjából két és fél óra alatt járható be a turistaút, amely több kilátópontot is érintve felvezet a csúcsra. Ez áthalad egy nagyjából 30 méter hosszú alagúton is, amelyet 1918-ban vájtak a sziklába, hogy megkönnyítsék a keleti oldalra való átjutást.
Növényvilága, amelyet 1971 óta tanulmányoznak behatóan, mintegy 300 fajt számlál, köztük több valenciai endémikus fajt is. Madárvilága is jelentős, az itt fészkelő, illetve vándormadárként itt megfigyelt fajok száma közel 80. Köztük is külön említést érdemelnek az Eleonóra-sólymok és az errefelé „tengeri varjúnak” nevezett kárókatonák. A tengervízben a halakon, a szivacsokon és a vízminőséget jól jelző algákon kívül nagy számban találhatók koralltelepek is.

## Képek

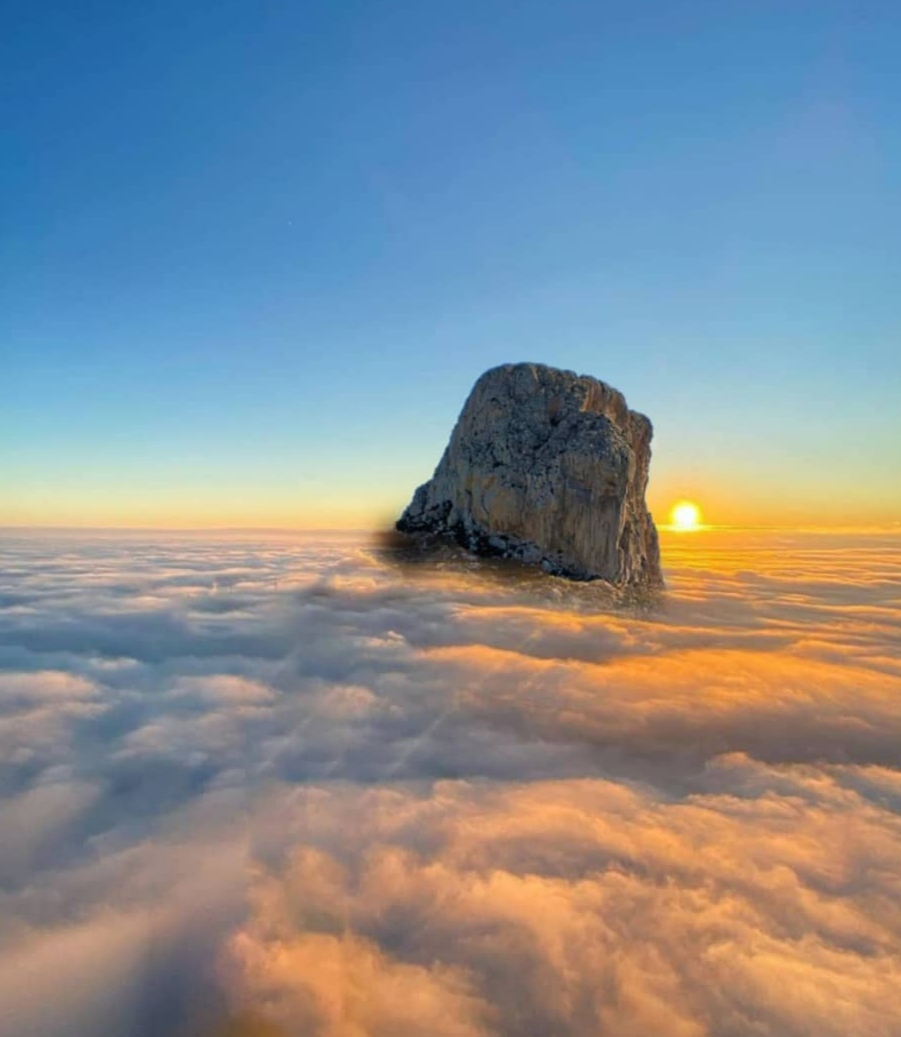
A ködből kiemelkedő szikla
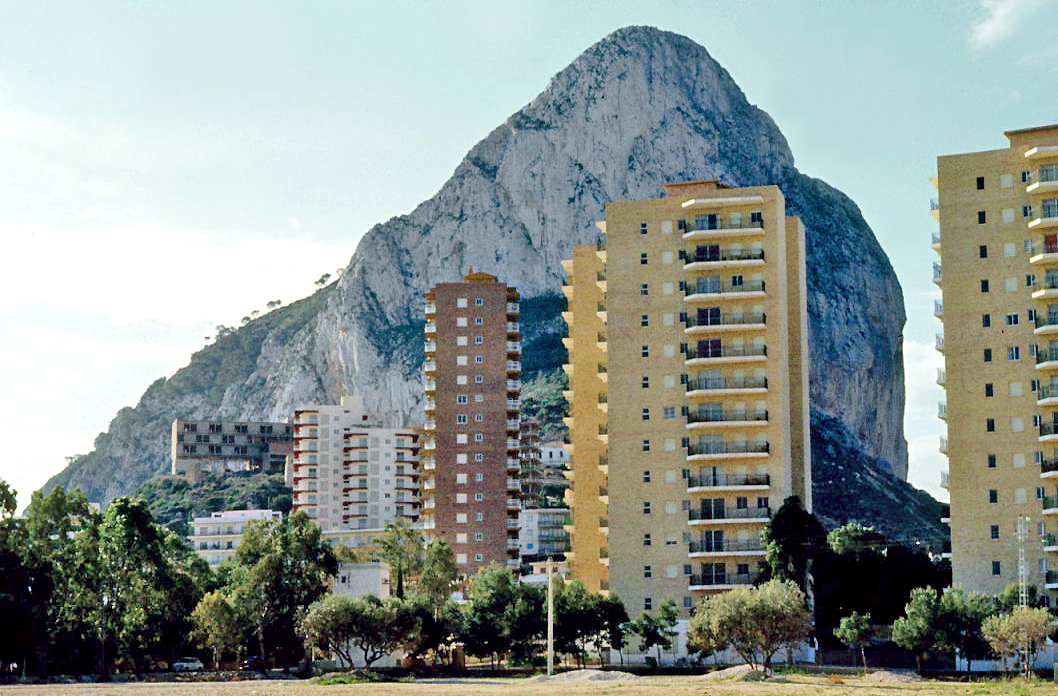
Előtérben a várossal
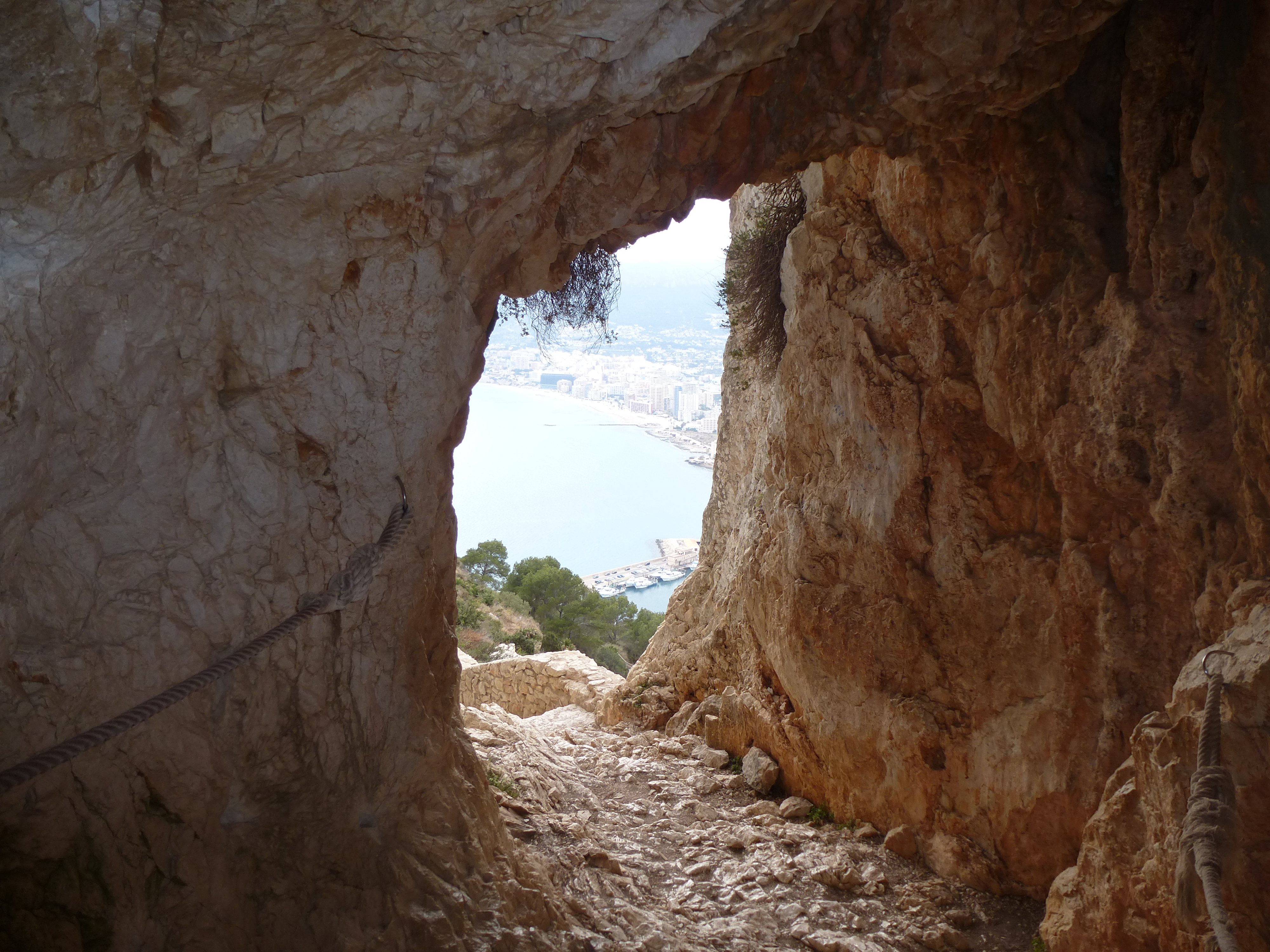
A szikla alagútja
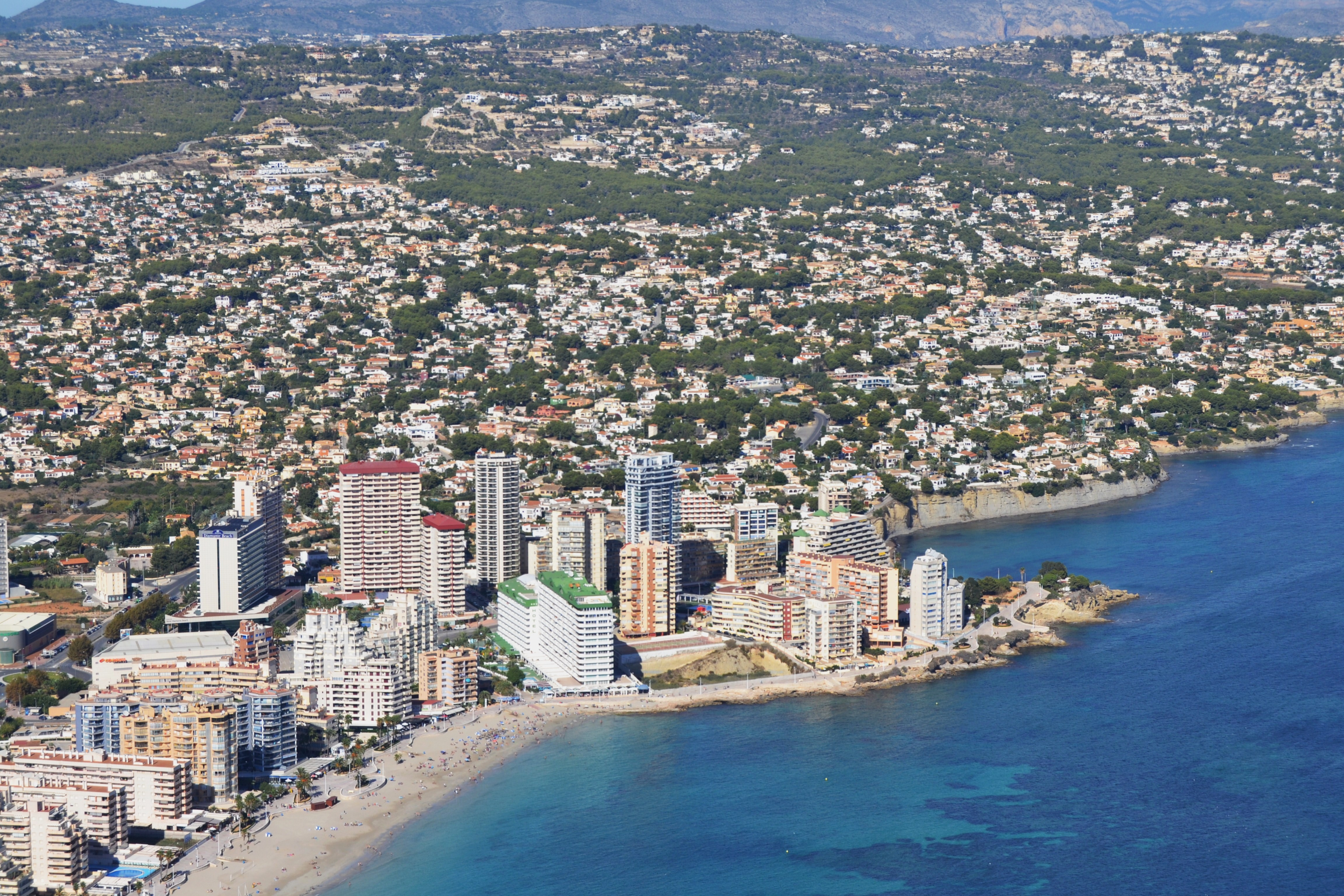
Kilátás a szikláról
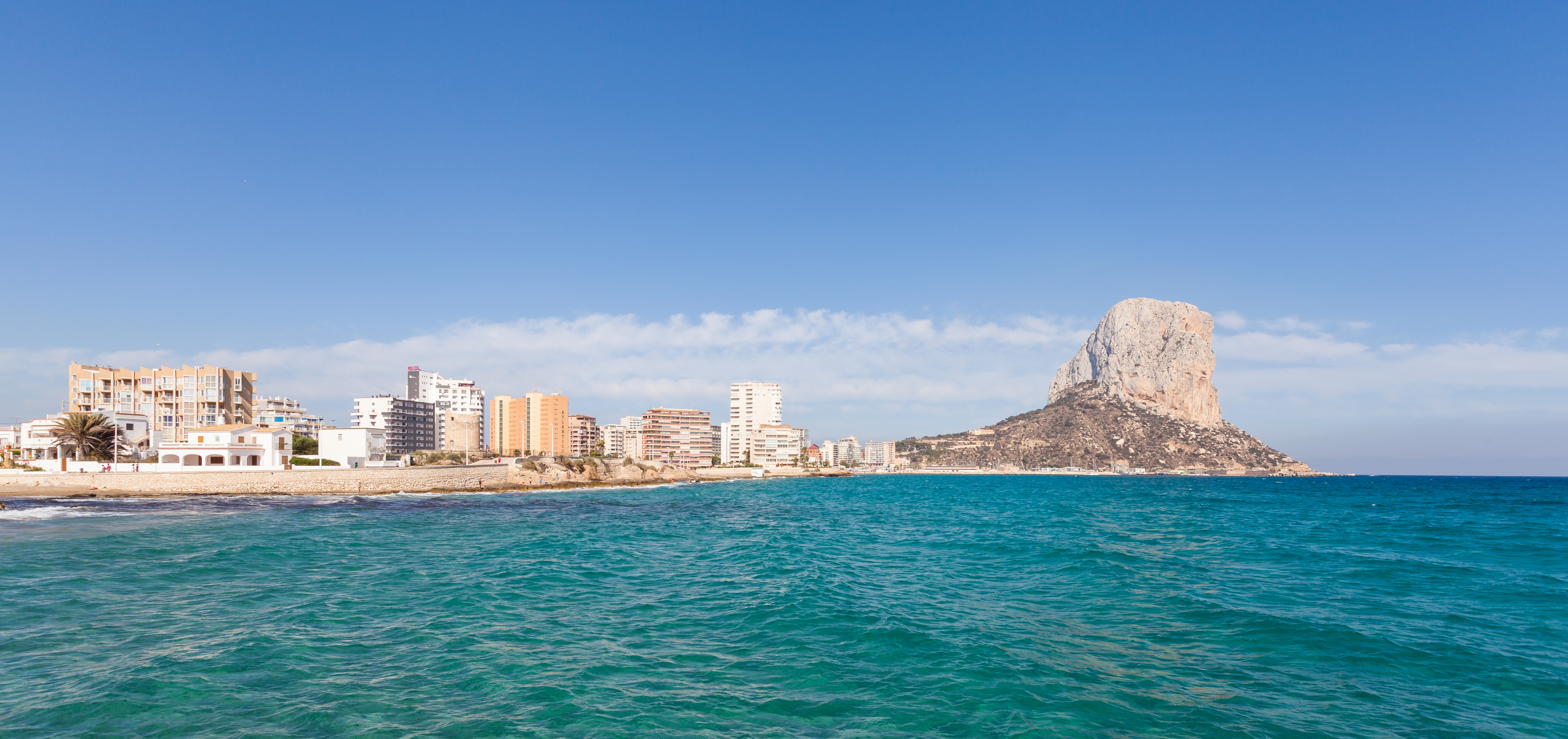
A szikla környezete